# Au Revoir
"Au Revoir" é o quarto single da banda japonesa Malice Mizer, lançado pela Nippon Columbia em 3 de dezembro de 1997. Alcançou a décima posição na Oricon Singles Chart, vendendo 112.560 cópias. Foi o segundo single do álbum Merveilles a ser lançado.

## Composição e temas
"Au Revoir" foi composta pelo guitarrista Mana e a letra foi escrita pelo vocalista Gackt. O título da música - "Au Revoir" - que significa "adeus" em francês, pretendia relembrar uma atmosfera do barroco francês. Edmund Yeo descreveu a música como "cheia de violino" com "refrões de piano quase no estilo de salão".

## Recepção
O single alcançou a décima posição na Oricon Singles Chart e permaneceu por um total de 11 semanas na parada, tornando-se o terceiro single de maior sucesso da banda. Foi a primeira vez da banda no top 10 da parada, e vendeu 112.560 cópias enquanto esteve nela.

## Videoclipe
O videoclipe apresenta uma montagem de alguns membros do Malice Mizer fingindo tocar seus instrumentos de maneiras inusitadas, justapondo uma imagem com um som musical contrastante. Közi foi retratado executando o solo de violino, curvando sua guitarra com um galho de madeira. Mana foi filmado parado com sua guitarra, e Kami foi apresentado tocando bateria em câmera lenta. Isso foi feito para comunicar a estética da banda sobre a transcendência do tempo.

## Faixas
| N.º            | Título                     | Duração |  |
| 1.             | "Au Revoir"                | 4:53    |  |
| 2.             | "Au Revoir (Bossa)"        | 5:26    |  |
| 3.             | "Au Revoir" (Instrumental) | 4:54    |  |
| Duração total: | Duração total:             | 15:13   |  |

## Créditos
- Gackt – vocais
- Mana – guitarra
- Közi – guitarra
- Yu~ki – baixo
- Kami – bateria